# Анна Елизабет фон Даун-Фалкенщайн
Анна Елизабет фон Даун-Фалкенщайн (на немски: Anna Elizabeth von Daun-Falkenstein; * 1 януари 1636; † 4 юни 1685, дворец Бройч на Рур, Мюлхайм) е графиня от Даун-Фалкенщайн и чрез женитба графиня на Лайнинген-Дагсбург-Фалкенбург-Хайдесхайм (1658 – 1672) и вилд-и рейнграфиня фон Кирбург (1672 – 1681).

## Живот
Тя е най-възрастната дъщеря, първото дете, на граф Вилхелм Вирих фон Даун-Фалкенщайн (1613 – 1682) и първата му съпруга графиня Елизабет фон Валдек-Вилдунген (1610 – 1647), дъщеря на граф Кристиан фон Валдек (1585 – 1637) и принцеса Елизабет фон Насау-Зиген (1584 – 1661).
На 26 март 1658 г. Анна Елизабет се омъжва за граф Георг Вилхелм фон Лайнинген-Дагсбург (1636 – 1672), син на граф Емих XIII фон Лайнинген-Дагсбург (1612 – 1657) и първата му съпруга графиня Кристиана фон Золмс-Лаубах (1607 – 1638). Сестра ѝ Кристиана Луиза (1640 – 1702) се омъжва на 17 юли 1664 г. за Емих Кристиан фон Лайнинген-Дагсбург (1642 – 1702), полубрат на нейния съпруг. Сестра ѝ Амалия Сибила (* 1639) се омъжва на 22 август 1664 г. за другия му полубрат Йохан Лудвиг фон Лайнинген-Дагсбург (1643 – 1687).
Вдовицата Анна Елизабет се омъжва втори път сл. 19 юли 1672 г. за вилд-и рейнграф Георг Фридрих фон Салм-Кирбург (1611 – 1681), син на рейнграф Йохан Казимир фон Салм-Кирбург (1577 – 1651) и Доротея фон Золмс-Лаубах (1579 – 1631). Тя е втората му съпруга. Бракът е бездетен.
Тя умира на 4 юни 1685 г. на 49 години в дворец Бройч на Рур, Мюлхайм.

## Деца
Анна Елизабет и Георг Вилхелм фон Лайнинген-Дагсбург имат децата:
- Георг Вилхелм Емих
- Вилхелмина Елизабет (1659 – 1733), омъжена I. на 6 май 1691 г. за граф Йохан Лудвиг фон Золмс-Хоензолмс (1646 – 1707), II. на 17 март 1709 г. за граф Вилхелм Мориц I фон Изенбург-Бирщайн (1657 – 1711)
- Йохан Карл Август (1662 – 1698), женен на 24 ноември 1685 г. за графиня Йохана Магдалена фон Ханау (1660 – 1715)
- Поликсена Юлиана (1663 – 1725)
- Кристиан Георг Лудвиг (1665 – 1666)